# Marcelino García Barragán
Marcelino García Barragán (Cuautitlán, Jalisco; 2 de junio de 1895 - Guadalajara, Jalisco; 3 de septiembre de 1979) fue un militar y político mexicano que participó en la Revolución mexicana. Fue gobernador de Jalisco de 1943 a 1947 y secretario de la Defensa Nacional durante el sexenio del presidente Gustavo Díaz Ordaz entre 1964 y 1970.

## Biografía
Marcelino García Barragán fue hijo de Luis García y Virginia Barragán, sus primeros estudios los hizo en la población de Autlán de Navarro y en 1920 ingresó al Heroico Colegio Militar, del cual se desempeñaría como director de 1941 a 1943. 
A la edad de 18 años se incorporó a la lucha de la Revolución mexicana, en la Brigada Juárez en el estado de Chihuahua y desde entonces se dedicó a la carrera de las armas. Primero fue partidario de Francisco Villa (a quien se unió luego de que el presidente Francisco I. Madero, de quien fue seguidor, fue asesinado por Victoriano Huerta) y la División del Norte e incluso participó supuestamente en la toma de Zacatecas y en la Batalla de El Ébano. Posteriormente, después de desertar y traicionar a su antigua causa, se enroló en el Constitucionalismo de Venustiano Carranza, al cual se incorporó el 15 de mayo de 1915 tras la derrota villista en Celaya. 
En 1920 secundó el Plan de Agua Prieta y en 1922 fue parte de la compañía de cadetes que el presidente Álvaro Obregón, envió a Sudamérica para asistir al centenario de la independencia de Brasil, fue combatiente de la Guerra Cristera y desempeñó jefaturas del Ejército en varios estados de la República.

## Carrera política y militar
En 1943 fue electo Gobernador de Jalisco. Inició su periodo como Gobernador Constitucional el 1 de marzo del mismo año, sucediendo a Silvano Barba González, partidario de la pre-candidatura presidencial de Miguel Henríquez Guzmán, frente a la de Miguel Alemán Valdés, quien fue finalmente electo presidente. Esta fue la razón de su destitución como Gobernador por el Congreso de Jalisco el 17 de febrero de 1947, dos semanas antes de cumplir con su periodo constitucional. Otra versión de su destitución, más creíble, es que se negó a firmar y publicar las reformas al artículo 28 de la Constitución Política del Estado de Jalisco, que ampliaban el período de los gobernadores de Jalisco, de cuatro años, a seis. Su sucesor interino sí las firmó y también ordenó su publicación.
Reapareció en la vida pública en 1950 como presidente de la Federación de Partidos del Pueblo Mexicano, organismo político que postuló la candidatura del general Miguel Henríquez Guzmán a la Presidencia de la República, esta vez ya fuera del PRI. En las elecciones resultó oficialmente electo Adolfo Ruiz Cortines, pero los henriquistas reclamaron fraude electoral e iniciaron los preparativos para un levantamiento armado, Marcelino García Barragán fue partidario de este levantamiento, que sin embargo nunca se llegó a producir. Tras lo cual a la FPPM se le canceló el registro como partido político y él se retiró de la actividad pública.
Documentos desclasificados en 2007 por el gobierno mexicano, mostraron que los servicios de espionaje de la Dirección Federal de Seguridad que García Barragán, junto con otros henriquistas, preparaban un golpe de Estado que debería de producirse en diciembre de 1953 contra el presidente Adolfo Ruiz Cortines, aunque finalmente el plan fue abandonado.
En 1960 el presidente Adolfo López Mateos lo reincorporó al activo del Ejército Mexicano nombrándolo comandante de la Vigésimo segunda Zona Militar con sede en la ciudad de Toluca, capital del Estado de México, y más tarde comandante de la décima sexta zona militar con sede en la ciudad de Santiago de Querétaro, Querétaro.
El 1 de diciembre de 1964 el presidente Gustavo Díaz Ordaz lo designó secretario de la Defensa Nacional, cargo que desempeñó durante los seis años de su gobierno. Por este cargo García Barragán adquirió más relevancia, sobre todo por la actuación de las fuerzas armadas bajo su mando en 1968 en la Masacre de Tlatelolco. García Barragan al igual que Alfonso Corona del Rosal y Luis Echeverría Álvarez es señalado de ser responsable de la brutal represión estudiantil. Después de la noche del dos de octubre, en que murieron asesinados cientos de jóvenes estudiantes, se retiró del ejército y de toda actividad política, hasta su muerte el 3 de septiembre de 1979.